# Ustad Qasim
Qasem Jo (tiếng Pashtun: قاسم جو; 1878–1957), được biết đến nhiều hơn với cái tên Ustad Qasim (استاد قاسم), là một nhạc sĩ, nhà soạn nhạc và ca sĩ người Afghanistan. Ông thường được các nhà âm nhạc học coi là một trong những nhạc sĩ Afghanistan nổi bật nhất của thế kỷ 20, được mệnh danh là "Cha đẻ của âm nhạc Afghanistan".

## Thời trẻ
Qasim là người gốc Kashmir. Ông sinh ra ở thủ đô Caubul của Afghanistan vào cuối những năm 1870. Cha của Qasim di cư từ Kashmir đến Afghanistan để sáng tác nhạc cho chế độ quân chủ của đất nước này, và đây là nơi Qasim được sinh ra.
Qasim theo học một madrassa (trường Hồi giáo) chỉ chuyên về nghiên cứu tôn giáo. Tuy nhiên, ông cũng được cha dạy lý thuyết âm nhạc và tiếng Urdu. Qasim đã học chơi các nhạc cụ như đàn sitar và tabla. Ông cũng học nhiều ngôn ngữ, bao gồm tiếng Dari từ mẹ ông, tiếng Pashtun từ giáo viên của ông, tiếng Urdu từ cha ông, và tiếng Ả Rập từ trường tôn giáo mà ông theo học.

## Sự nghiệp
Trong cuộc đời của Qasim, Afghanistan được cai trị bởi một chế độ quân chủ. Từ năm 20 tuổi trở đi, Qasim đã sáng tác nhạc cho các quốc vương Afghanistan khác nhau, bao gồm cả vua Abdur Rahman Khan, người được biết đến với biệt danh "Bismarck của Afghanistan" và đưa ông trở thành ca sĩ của triều đình. Qasim thường sử dụng nghệ danh "Kassim Afghan" (قاسم افغان) và các nghệ danh khác kết hợp từ "Afghanistan", để tôn vinh đất nước mà ông sinh ra.
Thông qua sự nổi tiếng và ảnh hưởng của mình, Qasim cuối cùng được mệnh danh là "Cha đẻ của âm nhạc cổ điển Afghanistan" và "Người sáng lập âm nhạc cổ điển Afghanistan". Phần nhạc mà Qasim sáng tác vào năm 1919 đã được sử dụng trong một bài chiến ca mujahideen và sau đó được thông qua là quốc ca của Afghanistan từ năm 1992 đến năm 2006.
Qasim có ảnh hưởng đến nhiều nhạc sĩ Afghanistan, bao gồm Rahim Bakhsh và Mohammad Omar.

## Gia đình
Nhiều hậu duệ của Qasim đã trở thành những nhạc sĩ như ông.

## Hình ảnh

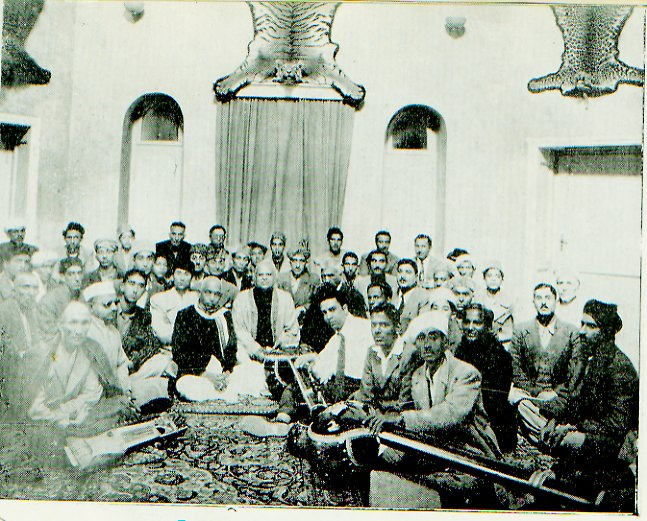
Ustad Qasim biểu diễn tại một đại sứ quán Anh, khoảng năm 1917
- Quốc ca của Afghanistan, sử dụng từ năm 1992 đến năm 2006, được Ustad Qasim phổ nhạc năm 1919